# Een zonnig weekend met de kans op regen
Een zonnig weekend met de kans op regen is een hoorspel van Peter van Gestel. De NCRV zond het uit op vrijdag 11 oktober 1968. De regisseur was Johan Wolder. De uitzending duurde 54 minuten.

## Rolbezetting
- Paul van der Lek (Carl Wijnman)
- Wiesje Bouwmeester (zijn vrouw Sonja)
- Hans Karsenbarg (zijn zoon Kris)
- Anja Jansen-Schuiling (zijn schoondochter Winnifred)

## Inhoud
Meneer en mevrouw Wijnman verwachten in het weekend bezoek van hun zoon Kris en zijn vrouw Winnifred. Ze hebben elkaar lange tijd niet gezien. Enkele uren voorafgaand aan dit bezoek filosoferen ze over de kinderen en zoals in vele gevallen laat de vader de dingen ogenschijnlijk nogal rustig op zich afkomen, terwijl moeder zich over allerlei dingen druk maakt. Het hele huis heeft ze schoongemaakt (zo zijn nu eenmaal de moeders), maar vader doet of er niets aan de hand is. Wel wordt Kris eenstemmig geroemd. De arme jongen heeft het zo druk! Kritisch wordt evenwel zijn vrouw Winnifred besproken. Zeer zeker, het is een schattig vrouwrje, maar van koken brengt ze niet veel terecht. Zou Kris er daarom de laatste keer zo slecht uitgezien hebben? Ze zouden eens wat vaker moeten komen… Na de aankomst van het echtpaar beginnen de gesprekken langzaam op gang te komen, ontdaan echter van elke vorm van echtheid en spontaniteit. Als de vader voorzichtig zijn zoon polst over eventuele kleinkinderen, geeft Kris een nietszeggend antwoord, waarna de dialoog hierover weer sluit. In niet te definiëren toespelingen roept de auteur in zijn spel een sfeer op die van het zogenaamde zonnige weekend een stom vervelend weekend maakt…